# Fernando Marzá
Fernando Marzá (Barcelona, 1951) és un arquitecte català. Llicenciat per l'Escola Superior d'Arquitectura de Barcelona. Comissari d'exposicions i museògraf de l'Espai Gaudí a la Pedrera i d'exposicions per l'Olimpíada Cultural. Marzá també ha dissenyat nombroses exposicions monogràfiques de diversos artistes com Oteiza, Oiza, Chillida, Nogucci, Giacometti, Tàpies i Le Corbusier. Ha estat comissari de la Galeria d'Architecture Moderne et Contemporaine per la Cité de l'Architecture et du Patrimoine de Chaillot a Paris; de l'exposició Cerdà, 150 anys de modernitat (2009) i comissari representant del Consejo Superior de Colegios de Arquitectos de España al Pavelló espanyol de la Biennal de Venècia (2010). Actualment, és professor a l'Escola d'Arquitectura del Vallès (ETSAV) i Vocal de Cultura i Director de l'Arxiu Històric del Col·legi Oficial d'Arquitectes de Catalunya (COAC), El 2021 va impulsar la mostra Montbau 1958-1964. Entre Arquitectura i Harmonia, barri del que n'és veí, a la seu del COAC, a la plaça Nova de Barcelona.